# Ehrensache 2
Ehrensache 2 ist das sechste Album des deutschen Rappers Alpa Gun. Es erschien am 9. Oktober 2015 über das Label Major Movez.

## Titelliste
1. Intro – 1:27
2. Ehrensache – 3:57
3. Berlin Berlin (feat. Jasmin Madeleine) – 3:11
4. Ich kann nicht mehr – 3:26
5. Alpa Gun 2015 – 3:17
6. Für meine Brüder (feat. Julian Kasprzik) – 4:56
7. Mein Style – 2:47
8. Ehrenloser (feat. PA Sports) – 3:33
9. Du und ich (feat. Mehrzad Marashi) – 4:48
10. Alles wird gut (feat. Emek 45) – 3:40
11. Kryptonit (feat. Anonym) – 3:40
12. Helal Olsun – 6:45
13. Heimat (feat. Crackaveli & Big Baba) (Bonustrack) – 4:26
14. Possytrack (feat. Anonym, Chase, Samra, M-Jahid, Emek45, Azab Ata, Vira Lata, Hayat, Matondo, Tayfun 089, S.I.A.D, Tokat, Cedric & Niekan) (Bonustrack) – 7:34

Bonustrack der iTunes-Version:
1. Falsche Freunde – 4:33

## Rezeption

### Charts
Ehrensache 2 stieg auf Platz 30 der deutschen Album-Charts ein. Bereits nach einer Woche verließ es die Charts wieder. In der Schweiz belegte das Album Rang 27 und in Österreich Position 50.

### Kritik
Die Internetseite Rap.de bezeichnete Ehrensache 2 als „lieblos zusammen geschustert.“ Alpa Gun nehme „sich selbst geradezu absurd ernst“ und bediene sich „simpler Flows, Plattitüden, plumper Beleidigungen und Themen von der Blaupausen-Kleiderstange.“ So falle der Begriff „Ehre“ „gefühlte 50 Mal pro Song.“ Rapper wie Eko Fresh, Bass Sultan Hengzt, Sido und Nazar werden als ehrenlos bezeichnet und „mit Kraftausdrücken eingedeckt.“ Einer der „Höhepunkte des Albums“ sei dagegen Helal Olsun, das „authentische Emotionen“ transportiere. Die Produktionen seien „lieblos“ und klingen aufgrund der „unverschämt synthetisch klingenden Violinen, orientalischen Samples und kraftlos dahin plätschernden Drums nach den ersten Gehversuchen eines Hobbyproduzenten.“ Während ein Großteil der Gastmusiker nur Refrains beisteuern, liefern die Gastrapper zumindest „durchgehend solide Kost ab.“
Florian Peking von MZEE schätzt das Album als „vorhersehbar“ ein. Seiner Meinung nach „[bleiben] Aussagen über Ehre [] meist phrasenhaft und damit ohne wirklichen Mehrwert“. Er hebt auch die Konsequenz des Interpreten hervor, die sich darin äußert, dass „sich die Bekundungen einer tugendhaften Lebensweise wohl kaum mit Gewaltandrohungen und wüsten Beleidigungen [decken]“. Insgesamt bewertet er die Platte als „zu rückständig“.